# Yamashiro (couraçado)
O Yamashiro (山城) foi um navio couraçado operado pela Marinha Imperial Japonesa e a segunda e última embarcação da Classe Fusō, depois do Fusō. Sua construção começou em novembro de 1913 no Arsenal Naval de Yokosuka e foi lançado ao mar dois anos depois, sendo comissionado na frota japonesa em março de 1917. Era armado com uma bateria principal de doze canhões de 356 milímetros montados em seis torres de artilharia duplas, possuía deslocamento carregado de mais de 35 mil toneladas e alcançava uma velocidade máxima acima de 22 nós.
O navio entrou em serviço no meio da Primeira Guerra Mundial, porém não tomou parte do conflito, em vez disso patrulhou águas perto da China. Ele ajudou a socorrer os sobrevivente do Grande Sismo de Kantō em 1923, porém passou a maior parte da década entrando e saindo da reserva. O Yamashiro começou a passar por vários processos de modernização a partir de 1930, em que seus maquinários internos foram substituídos, seus armamentos aprimorados e incrementados, sua superestrutura reconstruída, sua blindagem reforçada, entre outras modificações.
O Yamashiro retornou para o serviço ativo pouco antes do início da Segunda Guerra Mundial. Ele deu suporte para as operações japonesas da Batalha de Midway em maio de 1942, porém não entrou em combate. A Marinha Imperial considerou transformá-lo em um híbrido couraçado-porta-aviões após Midway, porém ele brevemente foi colocado para atuar como um navio de treinamento. O couraçado fez parte da força japonesa presente na Batalha do Golfo de Leyte, sendo afundado na madrugada de 25 de outubro de 1944 durante a Batalha do Estreito de Surigao.